# Trine Nielsen
Trine Nielsen (* 16. Oktober 1980; geborene Trine Jensen) ist eine ehemalige dänische Handballspielerin.
Trine Nielsen begann das Handballspielen bei HEI Skæring, für den ihr Bruder Jesper  Jensen ebenfalls aktiv war. Ihre beiden nächsten Stationen waren Brabrand IF und Ikast-Bording EH. Mit Ikast-Bording gewann die Linkshänderin 2002 den EHF-Pokal. 2004 wechselte Nielsen zum Ligarivalen Aalborg DH. Nach nur einem Jahr in Aalborg schloss sie sich GOG Svendborg TGI an. Im Jahr 2009 beendete die Rückraumspielerin nach diversen Knieoperationen ihre Karriere. Im Jahr 2011 wurde Nielsen vom dänischen Erstligisten HC Odense reaktiviert. Im Mai 2012 verlängerte sie ihren Vertrag bis zum Saisonende 2012/13. Anschließend beendete sie ihre Karriere.
Trine Nielsen hat 54 Länderspiele für Dänemark bestritten, in denen sie 87 Treffer erzielte. Mit der dänischen Auswahl gewann sie bei den Olympischen Spielen 2004 die Goldmedaille. Zwei Jahre zuvor wurde sie Europameisterin.
Nielsen ist seit dem 1. August 2022 als Sportdirektorin bei Odense Håndbold tätig. Nach der Saison 2024/25 endet ihre Tätigkeit bei Odense Håndbold.